# Katedrala sv. Jakova Starijeg u Krbavi
Katedrala sv. Jakova Starijeg (Karija, Korija ) je bila stara srednjovjekovna rimokatolička crkva u naselju Krbavi. Ova je katedralna crkva posvećena sv. Jakovu, zaštitniku bivše Krbavske biskupije. Podatak o posveti krbavske katedrale "posvećene sv. Jakovu Starijem" donio je iz Vatikanskog arhiva biskup Mile Bogović 1997. godine.
Područje katedrale bilo je, prema nekim indicijama, tijesno povezano s područjem Sv. Marka Groba.

## Povijest
Katedrala sv. Jakova Starijeg u Krbavi bila je zabranjena tema u Jugoslaviji, punih 70 godina.
Krbavska biskupija, čije je katedrala sv. Jakova Starijeg sjedište, osnovana je 1185. godine na provincijalnom crkvenom saboru u Splitu. Bila je to prva prva biskupija iza Velebita, u Krbavi. Protezala se sve do Trsata (Rijeke). Prvi krbavski biskup bio je Matej.
Dokument iz Vatikanskog arhiva o posveti katedrali datiran je u 1431. godinu. Biskupija i vrlo vjerojatno katedrala je sigurno starija, jer stariji dokument iz 1389. govori o nekom sporu između zagrebačkog Kaptola i krbavskog biskupa. Još je stariji Franjevački samostan u Krbavi, osnovan 1373. godine. Radi zaštite katedrale, podignuta je starohrvatska župna utvrda, kaštel Krbava. Nalazila se istočno od katedrale.
Krbavska biskupija postojala je sve do osmanskih pljačkaških pohoda, potom i osvajanja. 275 je godina potrajala i 1460. zbog sve češćih upada i pljačkaških pohoda Turaka preselila se u frankopanski Modruš, a zatim (1493.) u Novi Vinodolski. Tad je napušten i kaštel Krbava. Bježeći pred Turcima, modruški biskup Krištofor ponio je zlatni križ krbavskih biskupa, koji je pripadao još prvomu krbavskom biskupu Mateju. Križ se danas čuva u crkvi sv. Filipa i Jakova u Bribiru pokraj Novog Vinodola (u kojem je 1288. napisan "Vinodolski zakon").
Turska pljačkanja, paleži, osvajanja, rezultiraju da slijedi iseljavanje stanovništva, depopulacija, organizirana rušenja katoličkih crkava i dolazak nekatoličkog stanovništva. Vremenom se krbavska katedrala sv. Jakova Starijeg našla pod zemljom. Velikosrpskim nacionalistima bio je interes da se zatre trag katoličanstva udbinsko-krbavskog kraja i da se širi lažni mit o isključivom srpstvu ovog kraja. 
Zadrti velikosrbi iz susjednih sela su po ubijanju i egzodusu Hrvata zapalili i srušili sve katoličke crkve na Krbavi, zatirući tako trag hrvatstvu i katoličanstvu. Zapalili su i srušili katoličku crkvu sv. Nikole na Udbini, sv. Marka - groba u Podudbini, sv. Augustina u Mutiliću, uništili rimokatoličko groblje na Koriji.
Iznad njezinih ostataka udbinski Srbi iskopali su 1994. dva velika zaklona za višecijevne bacače raketa (VBR). Tada su oštetili i uništili mnoge grobove i dijelove katedrale. Iako je nanijelo štetu crkvi i groblju, hrvatskim je arheolozima olakšalo posao poslije Oluje početi s iskopavanjem temelja ove crkve.

## Karakteristike
Tlocrt (dimenzija 36 x 12 m) jednobrodne krbavske katedrale, u kojoj je stolovao biskup, odgovara srednjoeuropskoj propovjedničko-prosjačkoj arhitekturi, ličkoj gotici. Iskopine katedrale, grobovi i pripadajući dijelovi biskupskog dvora su konzervirane, a u nastavku arheoloških istraživanja možda će biti pronađeni i temelji katedrale prvog krbavskog biskupa Mateja (1185 – 1220.).
U svetištu i brodu crkve, te ispred crkve do danas su istražena 227 hrvatska groba. Mnoge grobove, ali i dijelove katedrale, uništili su u agresiji na Hrvatsku pobunjeni Srbi i njihovi pomagači prigodom ukopavanja VBR-ova. Groblje izvan crkve je višeslojno, a grobovi su obične zemljane rake. Postoji realna mogućnost da je tu pokopan i dio poginulih Hrvata u Krbavskoj bitci koja se dogodila nedaleko od ovog mjesta. U grobovima je nađen nakit, novčići, ostruge i dr. i mogu se datirati u 14. i 15. stoljeće.
Iz temelja krbavske katedrale izvađen je jedan kamen koji je poslužio kao kamen temeljac za crkvu Hrvatskih mučenika. Kamen je 8. lipnja 2003. blagoslovio Sveti Otac Ivan Pavao II. na Trsatu. U temelje crkve Hrvatskih mučenika na Udbini svečano je položen 9. rujna 2005. godine.

## Vanjske poveznice
- Hrvatski martirologij Mjesta značajna za projekt izgradnje Crkve hrvatskih mučenika na Udbini